# Asterothamnus
L' Asterothamnus   Novopokr., 1950 è un genere di piante angiosperme dicotiledoni della famiglia delle Asteraceae, sottofamiglia Asteroideae, tribù Astereae (Aster lineage) e sottotribù Asterinae.

## Etimologia
Il nome del genere deriva dalle parole greche "aster", che significa "stella", e "thamnos", che significa "cespuglio". Questo nome si riferisce alla forma dei fiori, che sono stellati. Quindi, il significato letterale del nome è "cespuglio stellato".
Il nome scientifico del genere è stato definito dal botanico Ivan Vassiljevich Novopokrovsky (1880-1951) nella pubblicazione " Botanicheskie Materialy Gerbariya Botanicheskogo Instituta Imeni V. L. Komarova Akademii Nauk S S S R. Leningrad. Leningrad [St. Petersburg]" (Bot. Mater. Gerb. Bot. Inst. Komarova Akad. Nauk S.S.S.R. 13: 331) del 1950.

## Descrizione
Portamento. Le specie di questo genere hanno un habitus di tipo subarbustivo.
Fusto. La parte aerea in genere è molto ramosa. I rami sono da finemente pubescenti a grigio-tomentose o aracnoidi. La parte sotterranea è rizomatoso-legnosa.
Foglie. Le foglie in genere sono disposte in modo fittamente alternato, sono sessili. La lamina è semplice e piccola con forme da ovali a lineari. I margini sono revoluti. Sulla superficie possono essere presenti dei punti ghiandolari. La pagina fogliare è mono-venata.
Infiorescenza. Le sinflorescenze sono sia scapose (capolini solitari) che composte da 3 - 5 capolini raccolti in formazioni corimbose. Le infiorescenze vere e proprie sono composte da un capolino terminale peduncolato di tipo radiato (raramente discoide) con fiori eterogami. I capolini sono formati da un involucro, con forme da obovoide a emisferiche o campanulate, composto da diverse brattee, al cui interno un ricettacolo fa da base ai fiori di due tipi: fiori del raggio e fiori del disco. Le brattee, con forme da oblungo-lanceolate a lineari e colorate di bruno o rossiccio, sono disposte in modo lievemente scalato su 3 - 4 serie; i margini sono membranosi e biancastri; al centro è presente una costa longitudinale prominente. Il ricettacolo, alveolato con alcuni irregolari denti, in genere è nudo ossia senza pagliette a protezione della base dei fiori; la forma è piatta.
Fiori.  I fiori sono tetra-ciclici (formati cioè da 4 verticilli: calice – corolla – androceo – gineceo) e pentameri (calice e corolla formati da 5 elementi). Si distinguono in:
- fiori del raggio (esterni): sono femminili e sono disposti su una sola serie (possono mancare); la forma è lungamente ligulata terminante con alcuni denti;
- fiori del disco (centrali): sono più numerosi con forme tubulose terminanti con dei lobi; sono ermafroditi (raramente sono funzionalmente maschili).

- Formula fiorale:

*/x K {\displaystyle \infty }, [C (5), A (5)], G 2 (infero), achenio
- Calice: i sepali del calice sono ridotti ad una coroncina di squame.
- Corolla: la forma della corolla è più o meno imbutiforme o strettamente campanulato alla base; mentre all'apice è ligulata a 5 (raramente 3) denti (zigomorfa) o tubolare con 5 (raramente 4) lobi (attinomorfa); i lobi, patenti e ricurvi, hanno una forma triangolare-lanceolata. I colori della corolla sono blu, violaceo, bianco/rosa (i fiori esterni) e giallo (i fiori interni).
- Androceo: l'androceo è formato da 5 stami sorretti da filamenti generalmente liberi; gli stami sono connati e formano un manicotto circondante lo stilo; le teche (produttrici del polline) alla base sono troncate e sono lievemente auricolate (molto raramente sono speronate o hanno una coda); le appendici apicali delle antere hanno delle forme piatte e lanceolate; il tessuto endoteciale (rivestimento interno dell'antera) è quasi sempre polarizzato (con due superfici distinte: una verso l'esterno e una verso l'interno). Il polline è sferico con un diametro medio di circa 25 micron;  è tricolporato (con tre aperture sia di tipo a fessura che tipo isodiametrica o poro) ed è echinato (con punte sporgenti).[11][14]
- Gineceo: l'ovario è infero uniloculare formato da 2 carpelli.[7] Lo stilo (il recettore del polline) è profondamente bifido (con due stigmi divergenti) e con le linee stigmatiche marginali separate.[15] I due bracci dello stilo hanno una forma da lanceolata a deltoide e possono essere papillosi o ricoperti da ciuffi di peli. Lo stilo dei fiori del raggio è supinato.

Frutti. I frutti sono degli acheni con pappo; in alcune specie è presente un certo dimorfismo (gli acheni dei fiori del raggio differiscono dagli acheni dei fiori del disco);
- achenio: gli acheni, con forme da ovoidi a oblanceolate o fusiformi, sono lateralmente compressi con 3 nervature laterali (una convessa e due piatte); la superficie normalmente è cosparsa da setole appressate; la parete dell'achenio è formata da celle contenenti rafidi ma prive di fitomelanina; il carpoforo normalmente è anulare; le setole con punte a forma di ancora non sono presenti;
- pappo: il pappo è formato da 3 - 4 serie di setole bianche barbate o sporche e lievemente clavate; le setole sono persistenti; esternamente alle serie di setole può essere presente una coroncina di scaglie.[11]

## Biologia
Impollinazione: l'impollinazione avviene tramite insetti (impollinazione entomogama tramite farfalle diurne e notturne).

Riproduzione: la fecondazione avviene fondamentalmente tramite l'impollinazione dei fiori (vedi sopra).

Dispersione: i semi (gli acheni) cadendo a terra sono successivamente dispersi soprattutto da insetti tipo formiche (disseminazione mirmecoria). In questo tipo di piante avviene anche un altro tipo di dispersione: zoocoria. Infatti gli uncini delle brattee dell'involucro (se presenti) si agganciano ai peli degli animali di passaggio disperdendo così anche su lunghe distanze i semi della pianta. Inoltre per merito del pappo il vento può trasportare i semi anche a distanza di alcuni chilometri (disseminazione anemocora).

## Distribuzione e habitat
Le specie di questo genere sono distribuite in Asia centrale (dal Mar Caspio al Mar Cinese Orientale)

## Sistematica
La famiglia di appartenenza di questa voce (Asteraceae o Compositae, nomen conservandum) probabilmente originaria del Sud America, è la più numerosa del mondo vegetale, comprende oltre 23.000 specie distribuite su 1.535 generi, oppure 22.750 specie e 1.530 generi secondo altre fonti (una delle checklist più aggiornata elenca fino a 1.679 generi). La famiglia attualmente (2021) è divisa in 16 sottofamiglie; la sottofamiglia Asteroideae è una di queste e rappresenta l'evoluzione più recente di tutta la famiglia.

### Filogenesi
Il genere di questa voce è descritto nella sottotribù Asterinae, una delle quasi 40 sottotribù della tribù Astereae. In base alle ultime ricerche nella tribù sono stati individuati (provvisoriamente) 5 principali lignaggi:
- Basal grade: include alcuni generi isolati, il gruppo "South American-Oceania",  alcune sottotribù africane e il gruppo dei generi legnosi del Madagascar.
- Bellis lineage: comprende le sottotribù eurasiatiche e una sottotribù africana.
- Aster lineage: include i generi asiatici di Asterinae e i principali gruppi dell'Australia e dell'Oceania.
- Baccharis lineage: include alcuni gruppi sudamericani.
- North American lineage: include la vasta gamma di sottotribù del Nordamerica, Messico e alcuni gruppi distribuiti nel Sudamerica.

Il genere Asterothamnus (insieme alla sottotribù Asterinae) è incluso nel Aster lineage i cui caratteri principali sono: la base delle antere sono prive di code e non sono calcarate (speronate); le linee stigmatiche dei bracci dello stilo sono totalmente separate; i due bracci dello stilo hanno una forma breve o allungata da lanceolata a deltoide e possono essere papillosi o ricoperti da ciuffi di peli (all'esterno, mentre all'interno sono glabri). La distribuzione della maggior parte delle specie di questo gruppo è nelle regioni temperate nord e sud.
La sottotribù Asterinae comprende una trentina di generi suddivisi in 4 rami principali: Psychrogeton - Hersileoides - Asterothamnus - Aster. Il genere di questa voce è incluso nel ramo denominato "Asterothamnus branch" e nel sottogruppo denominato "Asterothamnus group" insieme ai generi Arctogeron - Chaochienchangia - Kemulariella - Rhinactinidia - Sinobouffordia
I caratteri distintivi del genere  Asterothamnus  sono:
- il portamento delle specie di questo genere è subarbustivo;
- le foglie hanno i margini ricurvi e le punte a cuspide;
- le brattee dell'involucro sono disposte su 2 - 3 serie in modo debolmente scalato.

### Elenco delle specie
Questo genere ha 7 specie:
- Asterothamnus alyssoides (Turcz.) Novopokr.
- Asterothamnus centrali-asiaticus  Novopokr.
- Asterothamnus fruticosus  (C.Winkl.) Novopokr.
- Asterothamnus heteropappoides  Novopokr.
- Asterothamnus molliusculus  Novopokr.
- Asterothamnus poliifolius  Novopokr.
- Asterothamnus schischkinii  Tamamsch.